# Kellington
Kellington är en ort och civil parish i Storbritannien.   Den ligger i grevskapet North Yorkshire och riksdelen England, i den centrala delen av landet, 250 km norr om huvudstaden London. Kellington ligger 12 meter över havet och antalet invånare är 970.
Terrängen runt Kellington är platt. Runt Kellington är det ganska tätbefolkat, med 248 invånare per kvadratkilometer. Närmaste större samhälle är Knottingley, 6,1 km väster om Kellington. Trakten runt Kellington består till största delen av jordbruksmark.